# Aitor Garmendia
Aitor Garmendia Arbilla (Itsasondo, 3 maart 1968) is een voormalig Spaans wielrenner, beroeps van 1990 tot 2003. Hij was een belangrijke helper van Miguel Indurain bij Banesto. Hij hielp Indurain aan twee van zijn vijf Tourzeges. Zelf won hij enkele kleinere wedstrijden en rittenkoersen. 

## Belangrijkste overwinningen
1990
- Gran Premio de Llodio

1994
- 7e etappe Ronde van Catalonië

1996
- Prueba Villafranca de Ordizia

1997
- 3e etappe Critérium International
- 4e etappe deel B Ronde van Aragón
- Eindklassement Ronde van Aragón

1998
- 2e etappe Ronde van Aragón
- Eindklassement Ronde van Aragón
- 2e etappe Ronde van Castilië en Leon
- Eindklassement Ronde van Castilië en Leon

2000
- 4e etappe A: Euskal Bizikleta

2002
- 3e etappe Ronde van Duitsland
- 3e etappe Ronde van Catalonië

## Resultaten in voornaamste wedstrijden
| Jaar | Ronde van Italië | Ronde van Frankrijk | Ronde van Spanje |
| ---- | ---------------- | ------------------- | ---------------- |
| 1990 |                  |                     |                  |
| 1991 | 89e              |                     |                  |
| 1992 |                  | 108e                | 46e              |
| 1993 |                  | buiten tijd         | opgave           |
| 1994 |                  |                     | 72e              |
| 1995 |                  | 95e                 |                  |
| 1996 |                  | 35e                 |                  |
| 1997 |                  | 63e                 | 121e             |
| 1998 |                  |                     | opgave           |
| 2001 |                  |                     | opgave           |
| 2002 |                  |                     | 85e              |
| 2003 |                  | 70e                 | 122e             |

| Jaar | Milaan-San Remo | Amstel Gold Race | Ronde van Lombardije | Clásica San Sebastián |
| ---- | --------------- | ---------------- | -------------------- | --------------------- |
| 1990 |                 |                  |                      | 104e                  |
| 1991 |                 |                  | 39e                  |                       |
| 1992 | 152e            |                  |                      |                       |
| 1993 |                 |                  |                      |                       |
| 1994 |                 |                  | 57e                  |                       |
| 1995 |                 |                  |                      |                       |
| 1996 |                 |                  |                      | 104e                  |
| 1997 |                 |                  |                      | 35e                   |
| 1998 |                 | 76e              |                      |                       |
| 2001 |                 |                  |                      | 80e                   |
| 2002 |                 |                  |                      |                       |
| 2003 |                 |                  | 12e                  |                       |